# سمة (الرومان)
السمة (cognomen تلفظ لاتيني: [koːŋˈnoːmen]) كان الاسم الثالث لمواطن من روما القديمة، بموجب اتفاقيات التسمية الرومانية. في البداية، كان لقب، لكنه فقد هذا الغرض عندما أصبح وراثي. تم استخدام السمة بشكل وراثي لزيادة الاسم الثاني (اسم العائلة، أو اسم العشيرة) من أجل تحديد فرع معين داخل الأسرة أو الأسرة داخل العشيرة. كما اتخذ المصطلح معاني معاصرة أخرى.

## روابط خارجية
- Harold Whetstone Johnston (revised Mary Johnston), The Private Life of the Romans, 1932, Chapter 2: Roman Names